# Ядерна енергетика ОАЕ

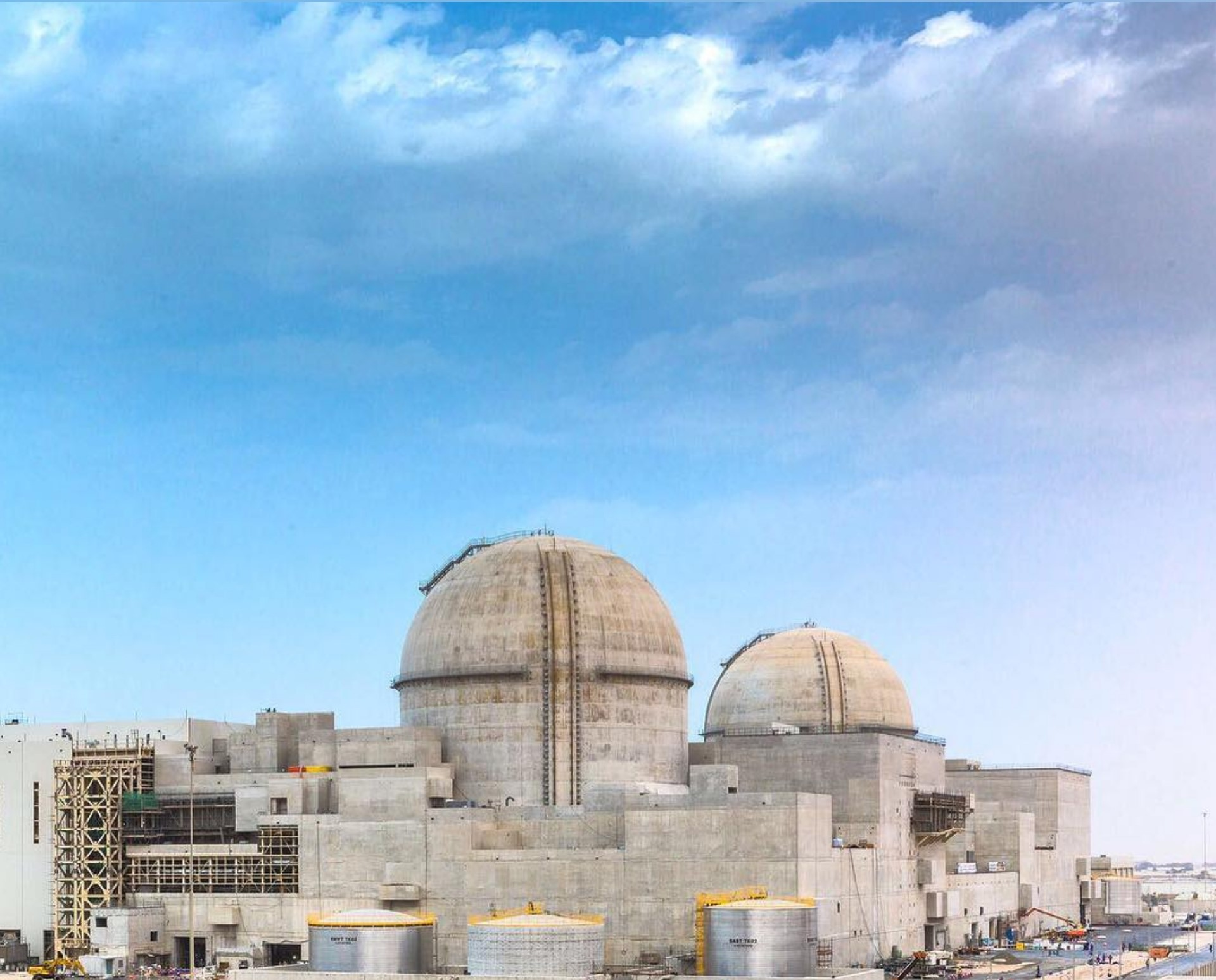
АЕС Барака, перша атомна електростанція Об’єднаних Арабських Еміратів.

Об'єднані Арабські Емірати встановлюють атомні електростанції, щоб задовольнити свій попит на електроенергію, який, за оцінками, зросте з 15 ГВт до понад 40 ГВт у 2020 році. У грудні 2009 року США та ОАЕ підписали розділ 123 Угоди про мирне ядерне співробітництво. ОАЕ також підписали Договір про нерозповсюдження ядерної зброї (ДНЯЗ) разом із додатковим протоколом.

## Атомна електростанція Барака
АЕС Барака є першою атомною електростанцією Об'єднаних Арабських Еміратів. Її почали будувати у 2012 році, а чотири ядерні реактори APR-1400 планували запустити послідовно в період з 2017 по 2020 рік. Станом на 19 серпня 2020 року перший блок виробляв електроенергію в мережу ОАЕ, і загальний проєкт був завершений на 94%.
У грудні 2009 року Emirates Nuclear Energy Corporation (ENEC) надала коаліції на чолі з Korea Electric Power Corporation (KEPCO) пропозицію в розмірі 20 мільярдів доларів США на будівництво першої атомної електростанції в ОАЕ. Місцем було обрано Бараку, приблизно в 50 км на захід від Рувайса.
У 2011 році Bloomberg повідомляв, що після детальних фінансових угод вартість будівництва оцінюється в 30 мільярдів доларів: 10 мільярдів доларів власного капіталу, 10 мільярдів доларів борг експортно-кредитного агентства та 10 мільярдів доларів банківського та державного боргу. Південна Корея може заробити ще 20 мільярдів доларів від контрактів на експлуатацію, обслуговування та постачання палива. Однак у пізнішому звіті Bloomberg вказана ціна в 25 мільярдів доларів.

## Подальший розвиток
Об’єднані Арабські Емірати (ОАЕ) запланували додавання реакторів на об’єкті Barakah в Абу-Дабі. Станом на 2023 рік Об’єднані Арабські Емірати розпочали переговори з південнокорейським підрядником ядерної енергетики (KEPCO) Korea Hydro & Nuclear Power Co. щодо потенційної розробки двох додаткових реакторів до існуючих чотирьох (APR 1400) реакторів на об’єкті. Роботи з підготовки ґрунту були частково окреслені на об’єкті Barakah, що свідчить про те, що впроваджуються кроки для розробки нових реакторів на цьому майданчику. Проект додавання двох додаткових реакторів APR (1400) оцінюється в 15,3 мільярда доларів США. Робляться великі кроки, що свідчить про бажання ОАЕ та Кореї продовжити проект.
Крім того, ядерний оператор ОАЕ (ENEC) запустив програму ADVANCE в листопаді 2023 року, щоб максимізувати свій повний досвід у програмах ядерного розвитку. Ця програма ADVANCE призначена для оцінки малих модульних реакторів (SMR) і передових реакторних технологій, спрямованих на забезпечення внутрішніх і міжнародних енергетичних рішень.

## Ядерні регуляції
У квітні 2008 року уряд ОАЕ офіційно оголосив про свою зацікавленість в оцінці ядерної енергії як додаткового джерела для задоволення зростаючих енергетичних потреб країни.
Політика Об’єднаних Арабських Еміратів щодо оцінки та потенційного розвитку мирної ядерної енергії, також відома як ядерна політика, прийшла до висновку, що атомна енергетика стала перевіреним, екологічно перспективним і комерційно конкурентним джерелом енергії порівняно з іншими варіантами.
Ядерна політика також наголошує на створенні незалежного, пильного та ефективного регулюючого органу як наріжного каменю стабільної, надійної, безпечної та надійної ядерної програми.
Федеральний орган ядерного регулювання (FANR) був створений 24 вересня 2009 року відповідно до Федерального закону Указом № 6 від 2009 року «Про використання ядерної енергії в мирних цілях», також відомого як «Ядерний закон».
Зі своєї штаб-квартири в Абу-Дабі FANR регулює ядерний сектор в ОАЕ відповідно до ядерної політики, міжнародних договорів, таких як Договір про нерозповсюдження ядерної зброї (ДНЯЗ), інших угод, учасником яких є ОАЕ, та передовий міжнародний досвід.
Угода між США та ОАЕ 123 про співробітництво у мирній цивільній ядерній енергетиці дозволила передачу ядерних технологій зі Сполучених Штатів Америки та була названа «золотим стандартом» таких угод про передачу.

## Перелік реакторів
| Назва  | Блок №. | Реактор | Реактор  | Статус      | Чиста потужність (MW) | Початок будівництва | Комерційне використання | Закриття |
| Назва  | Блок №. | Тип     | Модель   | Статус      | Чиста потужність (MW) | Початок будівництва | Комерційне використання | Закриття |
| ------ | ------- | ------- | -------- | ----------- | --------------------- | ------------------- | ----------------------- | -------- |
| Барака | 1       | PWR     | APR-1400 | Функціонує  | 1345                  | 19 липня 2012       | 6 квітня 2021           |          |
| Барака | 2       | PWR     | APR-1400 | Функціонує  | 1345                  | 16 квітня 2013      | 24 березня 2022         |          |
| Барака | 3       | PWR     | APR-1400 | Функціонує  | 1345                  | 24 вересня 2014     | 24 лютого 2023          |          |
| Барака | 4       | PWR     | APR-1400 | Функціонує  | 1345                  | 30 липня 2015       | 5 вересня 2024          |          |
| Барака | 5       | PWR     | APR-1400 | Заплановано | 1345                  |                     |                         |          |
| Барака | 6       | PWR     | APR-1400 | Заплановано | 1345                  |                     |                         |          |

## Зовнішні посилання
- Nuclear Power in the United Arab Emirates. Country Briefings. World Nuclear Association (WNA). January 2011. Процитовано 22 березня 2011.
- ENEC - Nuclear Power Plant. Projects Monitor. Zawya. 2 березня 2011. Процитовано 22 березня 2011.
- UAE's Federal Authority for Nuclear Regulation The website of UAE's nuclear regulation authority